# VAG BMN-motor
BMN motoren fra VAG-koncernen er en 4-cylindret dieselmotor med Pumpe-Dyse indsprøjtning, og er en tunet udgave af 140 hk versionen (BMM).
Pumpe-Dyse teknikken afløses i løbet af 2008/2009 af commonrail teknik.